# Elisha Cuthbert
Elisha Ann Cuthbert (Sinh ngày 30 tháng 11 năm 1982) là một nữ diễn viên và người mẫu của Canada. Cô được quốc tế biết đến với vai Kim Bauer trong phim truyền hình 24 của hãng Fox, Danielle trong bộ phim hài tuổi teen The Girl Next Door và Carly Jones phim House of Wax. Cô được bình chọn là nữ diễn viên quyến rũ nhất thế giới năm 2015 do tạp chí Glam 'Mag. Trong năm 2013, cô được mệnh danh là người phụ nữ đẹp nhất trên truyền hình Mỹ.

## Danh sách phim

### Điện ảnh
| Năm  | Tên                                   | Vai diễn               |
| ---- | ------------------------------------- | ---------------------- |
| 1997 | Dancing on the Moon                   | Sarah                  |
| 1997 | Nico the Unicorn                      | Carolyn Price          |
| 1998 | Airspeed                              | Nicole Stone           |
| 1999 | Believe                               | Katherine Winslowe     |
| 1999 | Time at the Top                       | Susan Shawson          |
| 2000 | Who Gets the House?                   | Emily Reece            |
| 2003 | Love Actually                         | American Goddess Carol |
| 2003 | Old School                            | Darcie Goldberg        |
| 2004 | The Girl Next Door                    | Danielle               |
| 2005 | House of Wax                          | Carly Jones            |
| 2005 | The Quiet                             | Nina Deer              |
| 2007 | Captivity                             | Jennifer Tree          |
| 2007 | He Was a Quiet Man                    | Vanessa                |
| 2008 | My Sassy Girl                         | Jordan Roark           |
| 2008 | Tim and Eric Awesome Show, Great Job! | Herself                |
| 2008 | Guns                                  | Frances Dett           |
| 2009 | The Six Wives of Henry Lefay          | Barbara "Barby" Lefay  |
| 2014 | Just Before I Go                      | Penny Morgan           |
| 2016 | Goon: Last of the Enforcers           | Mary                   |

### Truyền hình
| Năm       | Tên                                                            | Vai diễn                 | Ghi chú                             |
| --------- | -------------------------------------------------------------- | ------------------------ | ----------------------------------- |
| 1997–2000 | Popular Mechanics for Kids                                     | (Chính mình)             | Dẫn chương trình                    |
| 1999–2000 | Are You Afraid of the Dark?                                    | Megan                    | Vai chính, 24 tập                   |
| 2000      | Mail to the Chief                                              | Madison Osgood           |                                     |
| 2001      | Largo Winch                                                    | Abby                     | Tập: "Dear Abby"                    |
| 2001      | Lucky Girl                                                     | Katlin Palmerson         | Tên khác: My Daughter's Secret Life |
| 2001–10   | 24                                                             | Kim Bauer                | Vai chính, 79 tập                   |
| 2004      | MADtv                                                          | (Chính mình) / Kim Bauer | 1 tập: bản nhái của phim 24         |
| 2008      | NY-LON                                                         | Edie                     | [ 6 ]                               |
| 2010      | The Forgotten                                                  | Maxine Denver            | Vai phụ, 6 tập                      |
| 2011–13   | Happy Endings                                                  | Alex Kerkovich           | Vai chính, 57 tập                   |
| 2013      | 24/7 Winter Classic: Toronto Maple Leafs vs. Detroit Red Wings | (Chính mình)             |                                     |
| 2015      | One Big Happy                                                  | Lizzy                    | Vai chính, 6 tập                    |
| 2016      | The Ranch                                                      | Abby                     |                                     |

### Web
| Năm  | Tên                        | Vai diễn       | Ghi chú            |
| ---- | -------------------------- | -------------- | ------------------ |
| 2012 | Happy Endings: Happy Rides | Alex Kerkovich | Directed 1 episode |

### Video âm nhạc
| Năm  | Tên                     | Nghệ sĩ             | Vai diễn               |
| ---- | ----------------------- | ------------------- | ---------------------- |
| 2005 | "Perfect Situation"     | Weezer              | Lead Singer of "Weeze" |
| 2006 | "Nothing in This World" | Paris Hilton        | Popular Girl           |
| 2012 | "Here Comes My Man"     | The Gaslight Anthem | Girlfriend             |
| 2015 | "Make Our Own Way"      | Little Brutes       |                        |

### Trò chơi điện tử
| Năm  | Tên          | Vai diễn  |
| ---- | ------------ | --------- |
| 2006 | 24: The Game | Kim Bauer |